# Eduardo Riedel
Eduardo Riedel, né le 5 juillet 1969 à Rio de Janeiro, est un homme d'affaires et homme politique brésilien. Il est gouverneur de l'État du Mato Grosso do Sul depuis le 1er janvier 2023.

## Carrière
Riedel est le fils de Seila Garcia Côrrea et de Nelson Riedel.
En 1995, il reprend la gestion de la propriété rurale familiale à Maracaju, acquérant une expérience de gestion. Depuis, il occupe des postes liés à la gestion.
En 2015, Riedel démissionne du poste de président-directeur de Famasul (2012-2014), prenant la tête du secrétariat d'État au gouvernement et à la gestion stratégique du Mato Grosso do Sul, dans le gouvernement de Reinaldo Azambuja, poste qu'il conserve jusqu'en 2021,.
Pendant la pandémie de Covid-19, en 2020, le gouvernement du Mato Grosso do Sul, avec le soutien de l'Organisation panaméricaine de la santé, il crée le programme « santé et sécurité dans l'économie », qui vise à diffuser les données et les indicateurs à la société, ainsi que de développer des actions plus efficaces face aux impacts du Covid-19 dans l'État du Mato Grosso do Sul.
Pour coordonner et gérer ce projet, le gouverneur Reinaldo Azambuja nomme en juillet 2021, Eduardo Riedel président du comité directeur du programme de santé et de sécurité pour l'économie.
Il occupe le poste de secrétaire d'État aux Infrastructures du Mato Grosso do Sul entre le 22 février et le 2 avril 2022.

### Gouverneur du Mato Grosso do Sul
En 2022, il se présente aux élections comme gouverneur du Mato Grosso do Sul avec Barbosinha comme vice-gouverneur.
Le 2 octobre 2022, il recueille 361 981 voix (25,16 %) et se qualifie au second tour avec le candidat Renan Contar,,,. Il est élu au second tour le 30 octobre avec 56,9 % des voix.

## Vie privée
En 1994, il épouse Mônica Morais avec qui il a deux enfants, Marcela et Rafael.